# Паша Руденко
Паша Руденко (родился 4 августа 1987 года в Воркуте) —  российский соул-исполнитель, композитор, сонграйтер и автор собственных песен. Участник российского шоу «ПЕСНИ» 2 сезон на ТНТ, получивший одобрение таких исполнителей, как Баста и Тимати. До прихода широкой популярности заключил контракт с лейблом Zion Music и выступал, как солист поп-дуэта «Элемент», чей дебютный сингл в первые часы после релиза попал в Топ-100 Apple Music.

## Биография

### Детство
Родился в Воркуте в семье музыкана и педагога и с детства был тесно связан с творчеством. Его отец родом из Львова, мать — уроженка Воронежской области. Отец — первая скрипка городского оркестра, композитор, научивший Руденко играть на фортепиано и сочинять музыку. С раннего детства Руденко начал устраивать музыкальные перфомансы с членами своей семьи и друзьями. Из-за частых переездов, юность провел в Алексине и Йошкар-Оле.
В старших классах школы создал музыкальную группу, с которой участвовал в городских конкурсах, но не добился больших успехов.

### Образование и карьера
После смерти отца оставил музыкальную школу и занялся получением высшего образования. Закончив Марийский государственный университет Руденко переехал в Казань, занял должность психолога и в течение нескольких лет занимался вопросами аддикций, продолжая писать музыку и сочинять стихи.
Выступал со студентами и занимался вокалом с профессиональным наставником, снимал музыкальные видео для своего канала на YouTube, что привело его к знакомству с лейблом Zion Music, а затем и к подписанию контракта в 2016 году.

## Музыкальная карьера

### Солист «Элемент»
Руденко стал солистом поп-дуэта «Элемент» вместе с Люлей Витрук, продюсируемого Zion Music, и записал сингл «Музыка», который за первые три часа достиг чарта Топ-150 в iTunes. Однако, различные взгляды участников на творчество привели к распаду дуэта, и Руденко вернулся к композиторству.

### Композиторство и дальнейшая карьера
Начав сольную карьеру в 2017 году Руденко, совместно с музыкантом Red Square, снял клип на песню «Катя будет плакать», в котором в главной роли участвовала Екатерина Варнава.Параллельно сочинял песни для других исполнителей. В 2018 году в соавторстве с Андреем Зверевым написал песню «Уходи» для Елены Терлеевой, которая попала в ротацию на радиостанциях. Руденко как композитор был номинирован на премию «Золотой граммофон».

### Участие во втором сезоне шоу «Песни»
Принимает участие в телешоу «Песни» на ТНТ с композицией «Немой». За вокальные данные и композиторскую работу получил одобрение Басты и Тимати. Композиция попала в рекламу шоу на ТВ и в топ чартов Apple Music и VK Music, что приводит Руденко к подписанию контракта с лейблом Archer Music.

### Сольный дебют
В феврале 2020 года Паша Руденко выпустил сольный EP «Вслух», состоящий из пяти песен и в день премьеры достигший 7 строчки рейтингов iTunes. Композиция «ЕБШ!» вызывала волну возмущения со стороны критиков за нецензурное содержание, что привело к блокировке клипа на YouTube. Тем не менее, сама композиция получила широкую поддержку среди поклонников и общественных деятелей.

## Взгляды
Поддерживает волонтерские движения. Со студенческих лет участвует в волонтерской деятельности и помогает детям и взрослым с ограниченными возможностями.

## Дискография
| В составе группы «Элемент»            | В составе группы «Элемент» |
| Название                              | Год выпуска                |
| ------------------------------------- | -------------------------- |
| Музыка                                | 2016                       |
| Музыка (Radio Edit)                   | 2016                       |
| Не мое кино                           | 2016                       |
| Сольно                                |                            |
| Название                              | Год выпуска                |
| Катя Будет Плакать (feat. Red Square) | 2017                       |
| Поцелуй Меня                          | 2018                       |
| Губы в Губы                           | 2018                       |
| Выше Только Небо (feat. Bittuev)      | 2018                       |
| Немой                                 | 2019                       |
| Выстрел                               | 2019                       |
| Целуй                                 | 2019                       |
| ЕБШ                                   | 2020                       |
| EP «Вслух»                            |                            |
| Название                              | Год выпуска                |
| Драма                                 | 2020                       |
| Бессердечная                          | 2020                       |
| Выстрел                               | 2020                       |
| Немой                                 | 2020                       |
| Запомни меня                          | 2020                       |